# لوکاس پیازون
لوکاس دومینگس پیازون (پرتغالی: Lucas Domingues Piazon؛ زادهٔ ۲۰ ژانویهٔ ۱۹۹۴) بازیکن فوتبال در پست مهاجم اهل برزیل است.

## تیم ملی
وی سابقه بازی در تیم‌های نوجوانان کوریتیبا، اتلتیکو پاراننزه و سائوپائولو را دارد.
پیازون در سال ۲۰۱۲ به باشگاه فوتبال چلسی پیوست.
وی در مسابقات زیر ۱۵ ساله‌های آمریکای جنوبی در سال ۲۰۰۹ با ۱۰ گل بهترین گلزن مسابقات شده‌است